# Armoiries de la Franche-Comté
Ne doit pas être confondu avec Armoiries de la Bourgogne-Franche-Comté.
Les armoiries de la Franche-Comté correspondent à celles des comtes de Bourgogne et par conséquent à celles de la Franche-Comté (région historique et culturelle). Elles seront reprises de 1982 à 2015 pour représenter l'ancienne région Franche-Comté.

## Description
D'azur, semé de billettes d'or, au lion couronné du second, armé, lampassé de gueules.

## Histoire
(mars 2024).
Améliorez-le ou discutez des points à vérifier. 
En 1280, le comte Othon IV change d'alliance et quitte le camp impérial pour rejoindre le camp guelfe. Pour marquer ce renversement d'alliance, il adopte de nouvelles armes avec un lion, animal porté par de nombreux partisans guelfes. Il utilise les couleurs azur et or qui renvoient au royaume de France, afin de mettre en avant la nouvelle alliance avec ce royaume, qui se traduit par sa politique matrimoniale (il épouse la capétienne Mahaut d'Artois et ses deux filles épousent deux fils de Philippe IV le Bel).
La création de la région Franche-Comté (ainsi que d'autres influences culturelles, comme l'importance de la marque Peugeot, du club de football de Sochaux...) a eu tendance à étendre l'utilisation de ces armes sur l'ensemble de son territoire, y compris dans des lieux qui n'appartenaient pas à la région historique (pays de Montbéliard, Belfort...).
Depuis les années 2000, on remarque parfois la disparition du sexe masculin du lion, ainsi qu'une taille de plus en plus réduite de ses griffes.
Avec la création de la nouvelle région Bourgogne-Franche-Comté, en 2016, ce blason n'est plus utilisé en contexte officiel, mais continue d'apparaître dans divers endroits. En 2017, il est écartelé avec les armoiries de la Bourgogne pour former le nouveau blason de la Bourgogne-Franche-Comté.